# Patron’s Medal

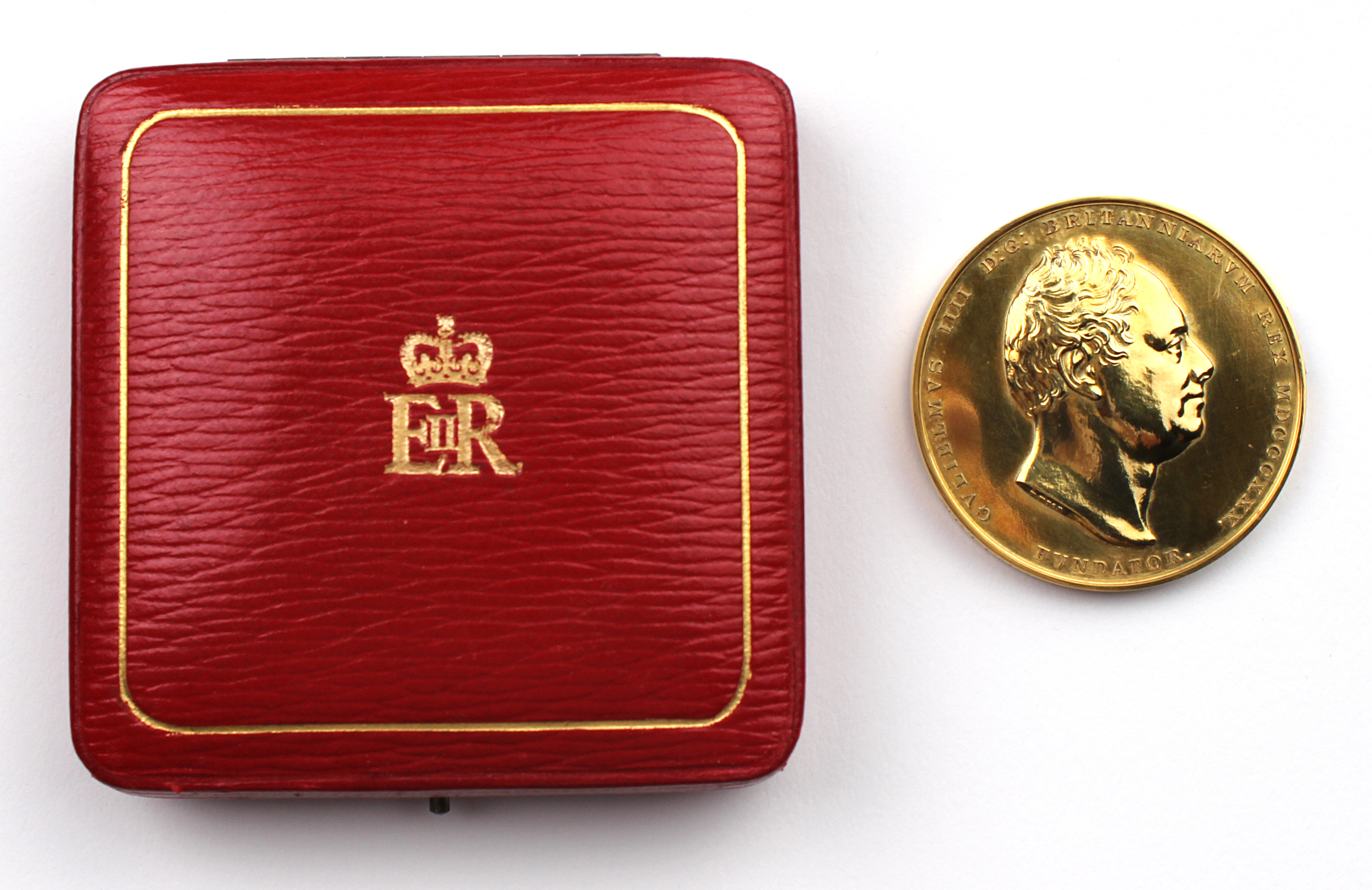
The Patron's Medal of the Royal Geographical Society London 1958
rechts Goldmedaille, links rotes Ausgabeetui, E II R auf dem Deckel gestempelt

Die Patron’s Medal ist eine von der Royal Geographical Society vergebene Auszeichnung. Sie wird seit 1839 verliehen, als ein von König Wilhelm IV. gestifteter Geldpreis auf zwei Medaillen aufgeteilt wurde: die Patron’s Medal, auf der ursprünglich das Konterfei des amtierenden britischen Staatsoberhaupts geprägt war, und die Founder’s Medal. Inzwischen trägt die Patron’s Medal wieder das Abbild der jungen Königin Victoria. Jedoch ist diese Medaille nicht zu verwechseln mit der ebenfalls von der Royal Geographical Society vergebenen Victoria Medal. In den letzten Jahren erfolgte die Vergabe vor allem an Personen, die sich in der Öffentlichkeit um die Vermittlung geographischer Themen verdient gemacht haben.

## Preisträger
1851 wurde keine Medaille, sondern ein Geldpreis vergeben. 1943 und 1944 erfolgte keine Preisvergabe.
- 1839: Eduard Rüppell
- 1840: Robert H. Schomburgk
- 1841: John Wood
- 1842: Edward Robinson
- 1843: John Frederick Anthony Symonds
- 1844: Georg Adolf Erman
- 1845: Carl Ritter
- 1846: Alexander Theodor von Middendorff
- 1847: Ludwig Leichhardt
- 1848: Charles Wilkes
- 1849: Carl von Hügel
- 1850: John Charles Frémont
- 1851: Thomas Brunner
- 1852: Henry Strachey
- 1853: Edward Inglefield
- 1854: Robert John Le Mesurier McClure
- 1855: David Livingstone
- 1856: Heinrich Barth
- 1857: Andrew Scott Waugh
- 1858: Alexander Dallas Bache
- 1859: John Palliser
- 1860: Francis Leopold McClintock
- 1861: John McDouall Stuart
- 1862: Thomas Blakiston
- 1863: John Arrowsmith
- 1864: Karl Klaus von der Decken
- 1865: Samuel Baker
- 1866: William Chandless
- 1867: Isaac Hayes
- 1868: Gerhard Rohlfs
- 1869: Mary Somerville
- 1870: Francis Garnier
- 1871: Alexander Keith Johnston
- 1872: Robert Barkley Shaw
- 1873: Henry Morton Stanley
- 1874: Peter Egerton Warburton
- 1875: Julius Payer
- 1876: John Forrest
- 1877: Nain Singh
- 1878: Henry Trotter
- 1879: William John Gill
- 1880: Ernest Giles
- 1881: Benjamin Leigh Smith
- 1882: John Kirk
- 1883: Colborne Baber
- 1884: Julius von Haast
- 1885: Henry E. O’Neill
- 1886: Guido Cora
- 1887: George Grenfell
- 1888: Hermann von Wissmann
- 1889: Gustav Radde
- 1890: Francis Younghusband
- 1891: Fridtjof Nansen
- 1892: Edward Whymper
- 1893: William Woodville Rockhill
- 1894: Elisée Reclus
- 1895: George Curzon
- 1896: St. George Littledale
- 1897: George Mercer Dawson
- 1898: Robert Edwin Peary
- 1899: Fernand Foureau
- 1900: James McCarthy
- 1901: Donaldson Smith
- 1902: Percy Molesworth Sykes
- 1903: Otto Sverdrup
- 1904: Robert Falcon Scott
- 1905: Charles Henry Dudley Ryder
- 1906: Robert Bell
- 1907: Roald Amundsen
- 1908: Albert I. von Monaco
- 1909: Milo George Talbot
- 1910: William Speirs Bruce
- 1911: Jean-Baptiste Charcot
- 1912: Douglas Carruthers
- 1913: Edward Adrian Wilson (posthum)
- 1914: Hamilton Rice
- 1915: Filippo De Filippi
- 1916: Frederick Marshman Bailey
- 1917: Cecil Rawling
- 1918: Jean Tilho
- 1919: William Morris Davis
- 1920: Jovan Cvijić
- 1921: Robert Bourgeois
- 1922: Ernest de Koven Leffingwell
- 1923: Miles Cater Smith
- 1924: Frank Wild
- 1925: Alexander Frederick Richmond Wollaston
- 1926: Edgeworth David
- 1927: Lauge Koch
- 1928: George Hubert Wilkins
- 1929: Charles Henry Karius
- 1930: Carsten Egeberg Borchgrevink
- 1931: Richard E. Byrd
- 1932: Aimone, 4. Herzog von Aosta und Herzog von Spoleto
- 1933: Erich von Drygalski
- 1934: Ejnar Mikkelsen
- 1935: Willi Rickmer Rickmers
- 1936: Robert Ernest Cheesman
- 1937: Lincoln Ellsworth
- 1938: Eric Shipton
- 1939: Hans Wilhelmsson Ahlmann
- 1940: Alexander Glen
- 1941: Isaiah Bowman
- 1942: Owen Lattimore
- 1945: Halford Mackinder
- 1946: Henry Larsen
- 1947: Daniel van der Meulen
- 1948: Thomas Henry Manning
- 1949: Hans Pettersson
- 1950: Harald Sverdrup
- 1951: Donald Thomson
- 1952: Paul-Émile Victor
- 1953: Eigil Knuth
- 1954: Neil A. Mackintosh
- 1955: James Woore Simpson
- 1956: Charles Evans
- 1957: George Binney
- 1958: Edmund Hillary
- 1959: Raymond Priestly
- 1960: Théodore Monod
- 1961: John Bartholomew
- 1962: Tom Harrison
- 1963: Albert P. Crary
- 1964: Thor Heyerdahl
- 1965: Lester C. King
- 1966: Geoffrey Hattersley-Smith
- 1967: Eduard Imhof
- 1968: Augusto Gansser
- 1969: Raymond Thorsteinsson und Edward Timothy Tozer
- 1970: Haroun Tazieff
- 1971: Charles Swithinbank
- 1972: Michael D. Gwynne
- 1973: Edgar H. Thompson
- 1974: Gordon de Quetteville Robin
- 1975: Joachim P. Kuettner
- 1976: Edmund Irving
- 1977: F. Kenneth Hare
- 1978: Mieczysław Klimaszewski
- 1979: Robin Hanbury-Tenison
- 1980: Preston Everett James
- 1981: Valter Schytt
- 1982: Douglas Ernest Warren
- 1983: John Watts Young
- 1984: Pierre Gourou
- 1985: Walter Purvis Smith
- 1986: Peter Haggett
- 1987: Richard J. Chorley
- 1988: Nigel de N. Winser
- 1989: Keith Clayton
- 1990: Richard Leakey
- 1991: Helge und Anne Stine Ingstad
- 1992: Martin Holdgate
- 1993: John Blashford-Snell
- 1994: Ghillean Prance
- 1995: David Harvey
- 1996: John B. Thornes
- 1997: David William Rhind
- 1998: David Drewry
- 1999: Doug Scott
- 2000: Crispin Tickell
- 2001: Reinhold Messner
- 2002: David Keeble
- 2003: Harish Kapadia
- 2004: Sydney Possuelo
- 2005: Jean Malaurie
- 2006: Jack D. Ives
- 2007: Paul J. Curran
- 2008: H. Jesse Walker
- 2009: Nicholas Stern
- 2010: Jack Dangermond
- 2011: Sylvia Earle
- 2012: Alastair Fothergill
- 2013: Michael Palin
- 2014: Hans Rosling
- 2015: Paul Theroux
- 2016: Bob Geldof
- 2017: Lindsey Hilsum
- 2018: Yadvinder Malhi
- 2019: Fiona Reynolds
- 2020: Michael T. Jones
- 2021: Rita Gardner
- 2022: Jane Francis[3]
- 2023: Felix Driver[4]
- 2024: Stephen Venables[5]
- 2025: Susan J. Smith[6]